# Walerij Morozow
Walerij Francewicz Morozow (ur. 25 lutego 1947 w Mińsku) – białoruski architekt, doktor habilitowany inżynier, kierownik Katedry Teorii i Historii Architektury na Wydziale Architektury Białoruskiego Narodowego Uniwersytetu Technicznego, profesor nadzwyczajny Wydziału Architektury Politechniki Białostockiej, specjalista w zakresie historii architektury i teorii architektury.

## Życiorys
W 1971 roku ukończył studia architektoniczne w Białoruskim Instytucie Politechnicznym w Mińsku. W latach 1971–74 pracował w przedsiębiorstwie „Minskprojekt”. W 1974 został pracownikiem naukowym w Białoruskim Instytucie Politechnicznym (od 2002 roku Białoruski Narodowy Uniwersytet Techniczny), a w 2000 roku objął kierownictwo nad Katedrą Teorii i Historii Architektury na Wydziale Architektury tejże uczelni. W 1975 roku został członkiem Białoruskiego Związku Architektów. Został profesorem nadzwyczajnym na Wydziale Architektury Politechniki Białostockiej, zatrudnionym w Zakładzie Architektury Kultur Lokalnych. Poprzednio był pracownikiem Zakładu Urbanistyki i Planowania Przestrzennego na tym wydziale. Jest członkiem Rady Naukowej Wydziału Architektury Politechniki Białostockiej.
Napisał ponad 150 artykułów, które publikowane były w czasopismach naukowych na Białorusi, Litwie, w Polsce i w Rosji. Jest autorem książek Dworiec w Gomiele (1991), Dworiec w Żyliczach (1992), Gomiel kłassiczeskij. Epocha. Miecenaty. Architiektura (1997), Istorija architiektury Biełarusi. Epocha kłassicyzma (2006), a także współautorem opracowań Atłas pamiatnikow architiektury i miemorialnych kompleksow Biełorusii (1988) oraz Architektura Biełarusi. Narysy ewalucyi wa uschodniesławianskim i jeurapiejskim kantekscie (2007).
Zaprojektował pięć budynków mieszkalnych w Mińsku. W 1972 roku zdobył pierwszą nagrodę w ogólnorepublikańskim konkursie na najlepszy projekt mińskiego Domu Architektów. Został laureatem Narodowego Festiwalu Architektury „Minsk-2000” w kategoriach „Monografia o architekturze” i „Cykl artykułów o architekturze”.
Mieszka w Mińsku na Białorusi.

## Źródła
- Морозов Валерий Францевич (ros.)